# ابوالابیض

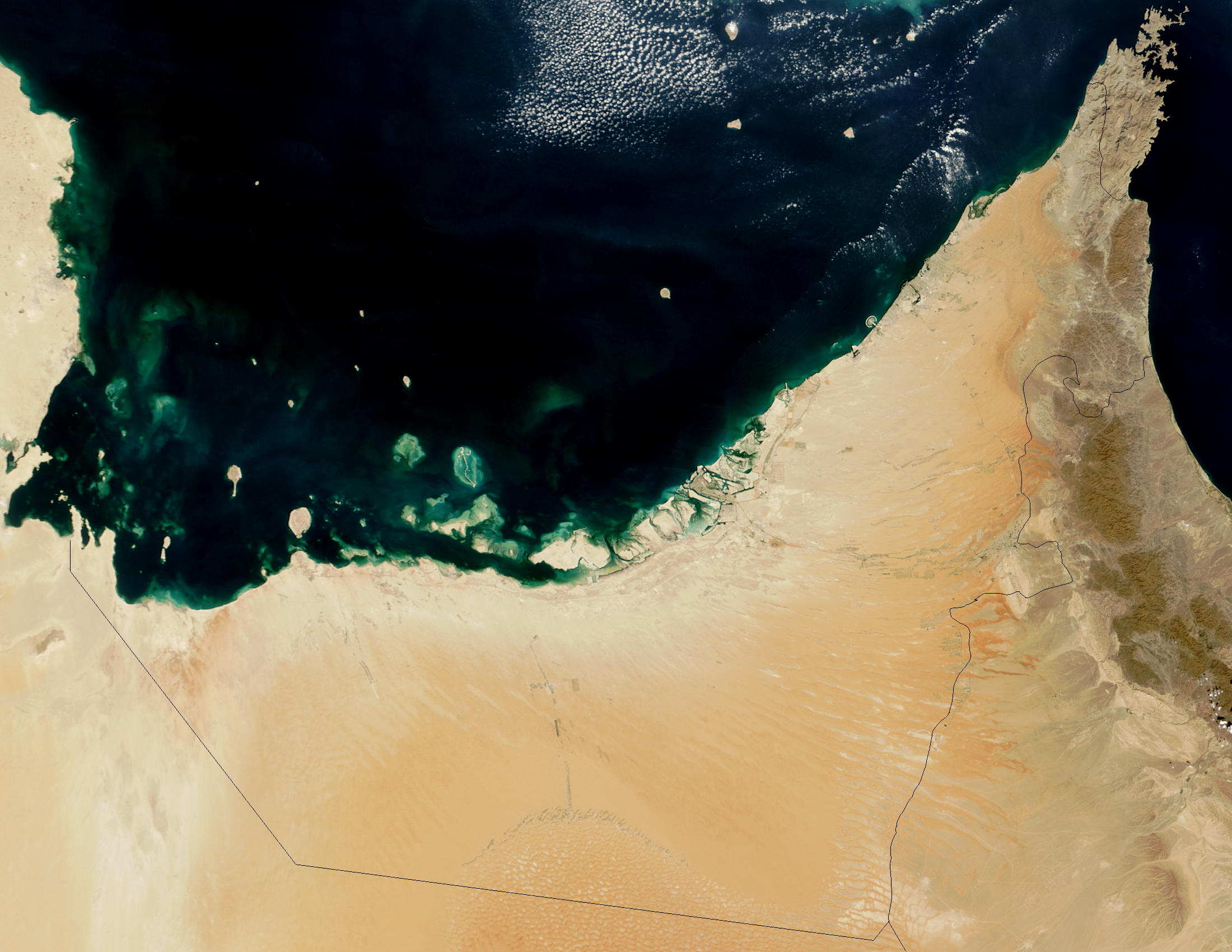
جزیره ابوالابیض (نقطه ارغوانی‌رنگ) در خلیج فارس.

ابوالاَبیَض بزرگ‌ترین جزیره کشور امارات متحده عربی است.
این جزیره در جنوب خلیج فارس و در ۸ کیلومتری کرانه‌های شبه جزیره عربستان قرار گرفته‌است. مساحت آن ۳۵ ۱۵x کیلومتر است.
ابوالابیض با وجود بیابانی بودن زیست گاه ۲۱۷ گونه پرنده است.
ارتفاع این جزیره از سطح دریا بسیار کم است و سطح آن را تپه‌ماهورهای کوچک و شن زارهایی پوشانده‌است. در کرانه‌های آن جنگل حرا وجود دارد.